# Bleomicină
Bleomicina este un agent chimioterapic utilizat în tratamentul unor cancere, de obicei în asociere cu alte antineoplazice. Căile de administrare disponibile sunt: intravenos, intramuscular, subcutanat și intrapleural. Este și un antibiotic glicopeptidic.
Molecula a fost descoperită prima în anul 1962. Se află pe lista medicamentelor esențiale ale Organizației Mondiale a Sănătății. Este disponibil sub formă de medicament generic.

## Utilizări medicale
Bleomicina este utilizată în tratamentul următoarelor forme de cancer:
- carcinom spinocelular (CSC) al capului și gâtului, organelor genitale externe și colului uterin
- limfomul Hodgkin
- limfomul non-Hodgkin
- cancer testicular